# سید محسن سعیدی گلپایگانی
سید محسن سعیدی گلپایگانی (زاده ۱۳۴۱) روحانی ایرانی و نماینده استان ایلام در دوره پنجم مجلس خبرگان رهبری بوده‌است. پدرش سید محمدرضا سعیدی بود که در زندان حکومت پهلوی و توسط ساواک به قتل رسید. سعیدی در مدرسهٔ کرمانی‌ها و مدرسه فیضیه تحصیل کرده است. وی دارای سطح ۴ حوزه و اشتغال به تدریس دروس عالی فقه، اصول، فلسفه و تفسیر و چاپ مقالات متعدد فقهی در موضوع پول و اقتصاد می‌باشد.

## اساتید
- علی‌پناه اشتهاردی
- قدرت‌الله وجدانی فخر
- حسین شب‌زنده‌دار جهرمی
- مصطفی اعتمادی تبریزی
- احمد پایانی
- هاشمی شاهرودی
- فاضل لنکرانی
- مکارم شیرازی
- محمدتقی شهیدی[۳][۴]